# Yakovlev

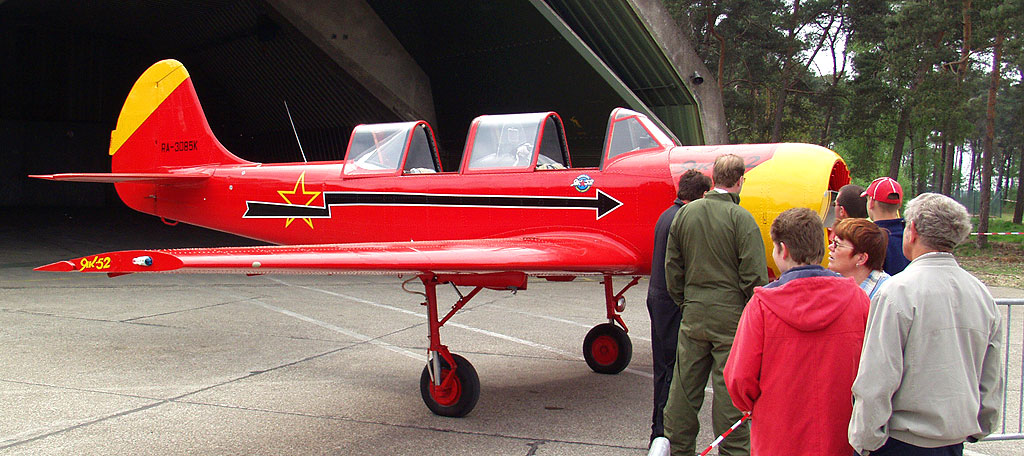
Yakovlev Yak-52.

A.S. Yakovlev Design Bureau JSC es una empresa rusa de diseño y fabricación de aviones.

## Descripción general
La oficina de diseño fue formada en 1934 bajo el mando de Aleksandr Serguéyevich Yákovlev como OKB-115, pero su nacimiento se considera el 12 de mayo de 1927, ya que este fue el día que se realizó el primer vuelo del avión AIR-1, desarrollado bajo la supervisión de A.S. Yákovlev.
Durante la Segunda Guerra Mundial Yákovlev diseñó y produjo una famosa y exitosa línea de aviones de caza.
En marzo de 1989 se integró en Yak Aviation Company junto con Smolensk Aviation Plant Joint Stock, pero ambas compañías continuaron operando de forma separada. Después de su privatización se convirtió en Yak Aircraft Corporation. En febrero de 2006 el gobierno ruso realizó la fusión de la empresa con Mikoyán, Ilyushin, Irkut, Sujoi y Túpolev como en una nueva compañía llamada United Aircraft Building Corporation.

## Modelos
- AIR-1
- AIR-2
- AIR-3
- AIR-4
- AIR-5
- AIR-6
- AIR-7
- EG (1947 - helicóptero experimental)
- UT-1 (AIR-14) (1935 - entrenador de 1 asiento)
- UT-2 (AIR-10, Ya-20) (1935 - entrenador de 2 asientos)
- Yak-1 (1940 - caza SGM)
- Yak-2 (1940 - bombardero SGM)
- Yak-3 (1943 - caza SGM, Yak-1 mejorado)
- Yak-4 (1940 - bombardeo SGM, Yak-2 mejorado)
- Yak-5 (1941 - caza SGM, prototipo, Yak-1 mejorado)
- Yak-6 (1942 - transporte)
- Yak-7 (1942 - entrenador de 2 asientos y caza de 1 asiento SGM, Yak-1 mejorado)
- Yak-8 (1944 - transporte, Yak-6 mejorado)
- Yak-9 (1942 - caza SGM, Yak-1 mejorado)
- Yak-10 (enlace)
- Yak-11 'Moose' (1948 - Entrenador)
- Yak-12 'Creek' (enlace, propósito general)
- Yak-13 (Yak-10 mejorado, sólo prototipo)
- Yak-14 (planeador)
- Yak-15 'Feather' (1946, primer caza a reacción soviético)
- Yak-16 'Cork' (transporte ligero)
- Yak-17 'Feather' (1947 - caza)
- Yak-18 'Max' (entrenador)
- Yak-19
- Yak-23 'Flora' (caza)
- Yak-24 'Horse' (helicóptero de transporte)
- Yak-25 (prototipo de caza de 1947, designación reutilizada)
- Yak-25 'Flashlight' (interceptor)
- Yak-25RV 'Mandrake' (reconocimiento)
- Yak-26 (bombardero táctico)

- Yak-27 'Mangrove' (reconocimiento)
- Yak-28 'Brewer' (bombardero multi-rol)
- Yak-28P 'Firebar' (interceptor)
- Yak-28U 'Maestro' (entrenador)
- Yak-30 (prototipo de interceptor de 1948, designación reutilizada)
- Yak-30 (entrenador)
- Yak-32 (entrenador, versión de un solo asiento del Yak-30)
- Yak-36 'Freehand' (jet VTOL de demostración)
- Yak-38 'Forger (el único caza V/STOL embarcado de bloque soviético)
- Yak-40 'Codling' (avión comercial de pasajeros)
- Yak-41 'Freestyle' (supuesta versión de producción del Yak-141)
- Yak-42 'Clobber' (avión comercial de pasajeros)
- Yak-43 (mejora proyectada del Yak-41)
- Yak-44 (versión de alerta temprana embarcable)
- Yak-46 (diseño de propulsión fallido)

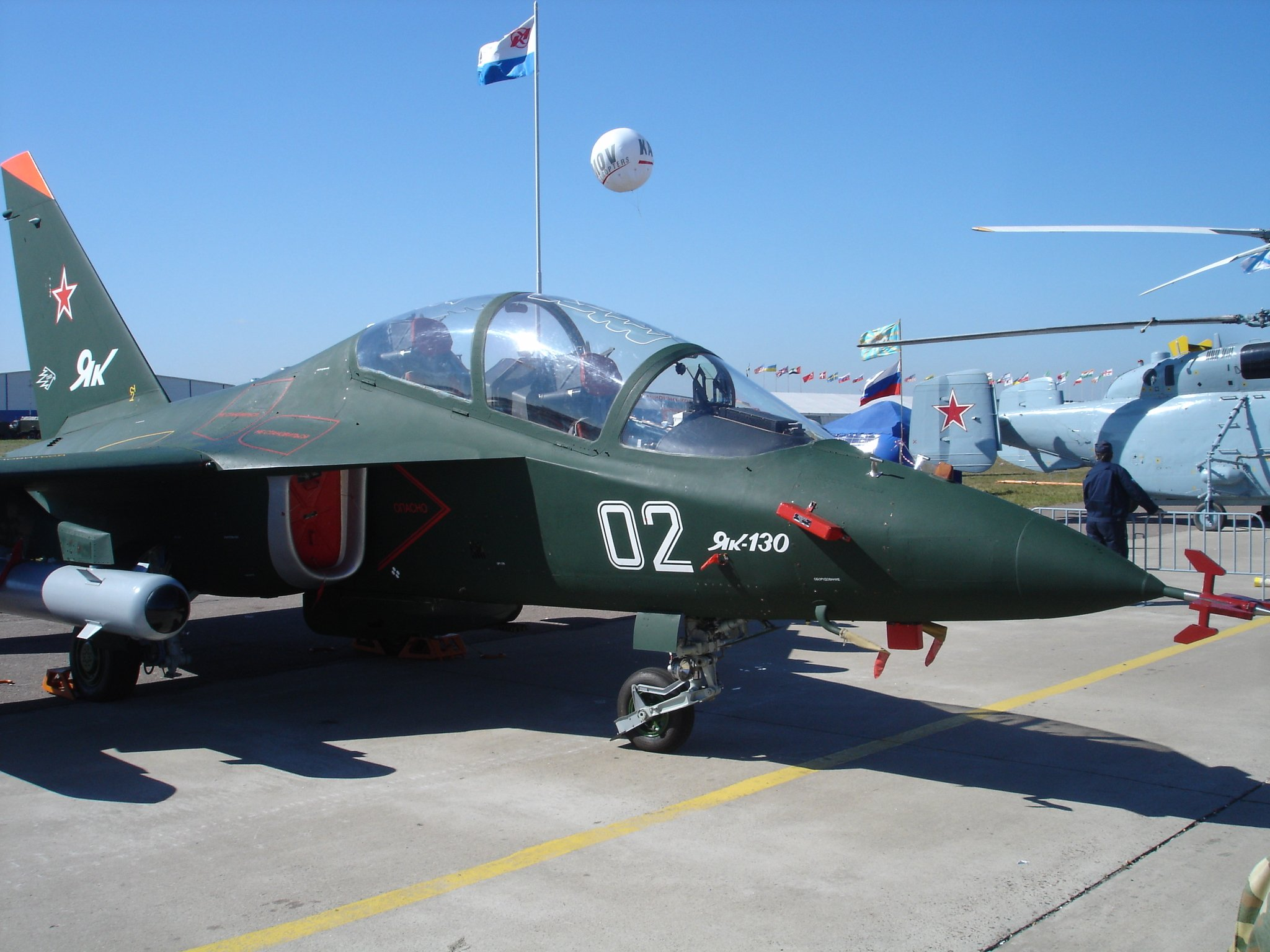
Yak-130.

- Yak-50 (prototipo de caza de 1949, designación reutilizada)
- Yak-50 (avión acrobático)
- Yak-52 (entrenador militar y acrobático)
- Yak-54 (deportivo)
- Yak-55 (1982 - acrobático)
- Yak-56
- Yak-100 (helicóptero)
- Yak-112 (propósito general)
- Yak-130 (entrenador)
- Yak-141 (primer caza VTOL supersónico, no entró en producción)
- Pchela (abeja) (avión de reconocimiento no pilotado)